# Măr
Mărul  (Malus domestica) este o specie de plante din familia Rosaceae. Această specie cuprinde între 44 și 55 de soiuri cunoscute, care se prezintă ca pomi sau arbuști. Varietățile de măr cresc în zona temperată nordică din Europa, Asia și America de Nord, printre acestea existând un număr mare de hibrizi.
Cea mai răspândită formă a mărului este mărul de cultură.

## Utilizări medicinale
Chiar dacă este un aliment, calitățile sale terapeutice sunt cunoscute încă din timpuri străvechi. Plinius cel Bătrân îl recomandă în bolile de stomac, iar ceva mai târziu, călugărița Hildegard von Bingen recomandă mărul contra migrenelor, a durerilor de ficat și de splină.
Mărul are acțiune tonică, diuretică, uricolitică, depurativă, antiseptică, intestinală, laxativă. Este indicat în astenie, surmenaj, convalescență, graviditate, anemie, reumatism, gută, litiază urică, hepatită, colibaciloză, stări febrile, ulcer gastric, gastrite, insomnie, diabet și altele.
Partea comestibilă a mărului este receptaculul (o prelungire a codiței), iar fructul în sine este ceea ce se numește în termeni populari „cotor”, parte care în cele mai multe cazuri nu este comestibilă.
Cercetările sugerează că merele pot reduce riscul de cancer la colon, cancerul de prostată și cancerul pulmonar. Cojile de mere conțin acid ursolic, care, pe baza experimentelor pe șobolani, crește masa mușchilor scheletici și a țesutul adipos brun, de asemenea scade grăsimea de culoare albă, reduce obezitate, intoleranța la glucoză și steatoza hepatică.

## Producători principali
| Locul      | Țara                       | 2010       | 2011       | 2012       |
| ---------- | -------------------------- | ---------- | ---------- | ---------- |
| 1          | China                      | 33.263.000 | 35.985.000 | 37.000.000 |
| 2          | Statele Unite ale Americii | 4.214.599  | 4.275.108  | 4.110.046  |
| 3          | Turcia                     | 2.600.000  | 2.680.075  | 2.889.000  |
| 4          | Polonia                    | 1.877.906  | 2.493.078  | 2.877.000  |
| 5          | India                      | 1.777.200  | 2.891.000  | 2.203.000  |
| 6          | Italia                     | 2.204.972  | 2.411.201  | 1.991.312  |
| 7          | Iran                       | 1.662.430  | 1.842.972  | 1.700.000  |
| 8          | Chile                      | 1.624.242  | 1.588.347  | 1.625.000  |
| 9          | Rusia                      | 992.000    | 1.200.000  | 1.403.000  |
| 10         | Franța                     | 1.778.433  | 1.857.349  | 1.382.901  |
| —          | Lumea                      | 60.271.191 | 65.800.145 | 63.454.495 |
| Sursă: FAO |                            |            |            |            |

## Soiuri de mere
În lume există peste 7.500 de soiuri de mere, iar în România există aproape 60 de soiuri de mere recunoscute oficial.
Printre soiurile de mere din România se pot enumera: 
- Mărul Domnesc, originar din Moldova, unde se cultivă cel mai mult [5]
- Mărul Crețesc, originar din Oltenia și Muntenia [5]
- Mărul Pătul, originar de pe Valea Mureșului, cultivat îndeosebi în livezile din Transilvania. Este considerat cel mai bun soi autohton.[5] Se numesc „pătul” deoarece în trecut aceste mere erau păstrate în pătulul de fân.[7]
- Bot de iepure - Starking Delicious [8]

## Galerie

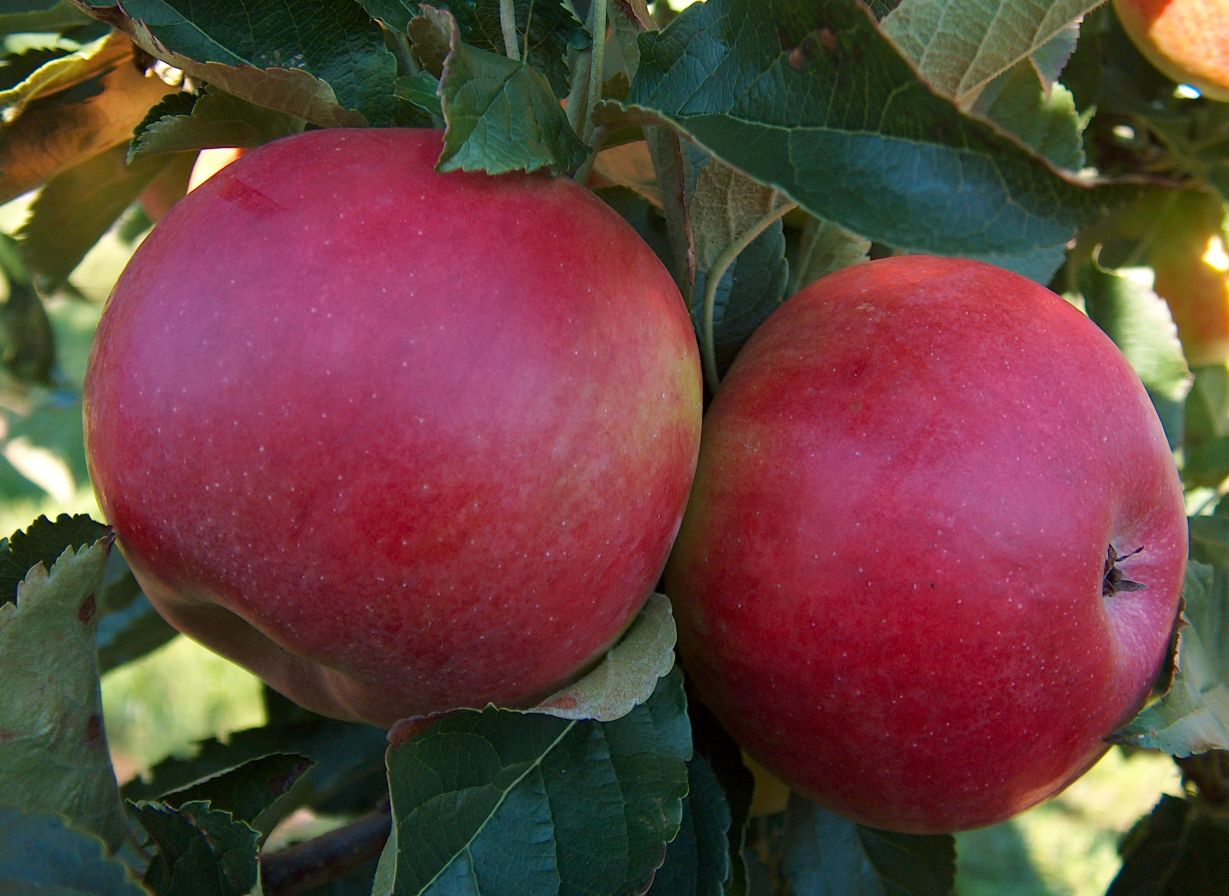
Soiul de mere „Idared“.
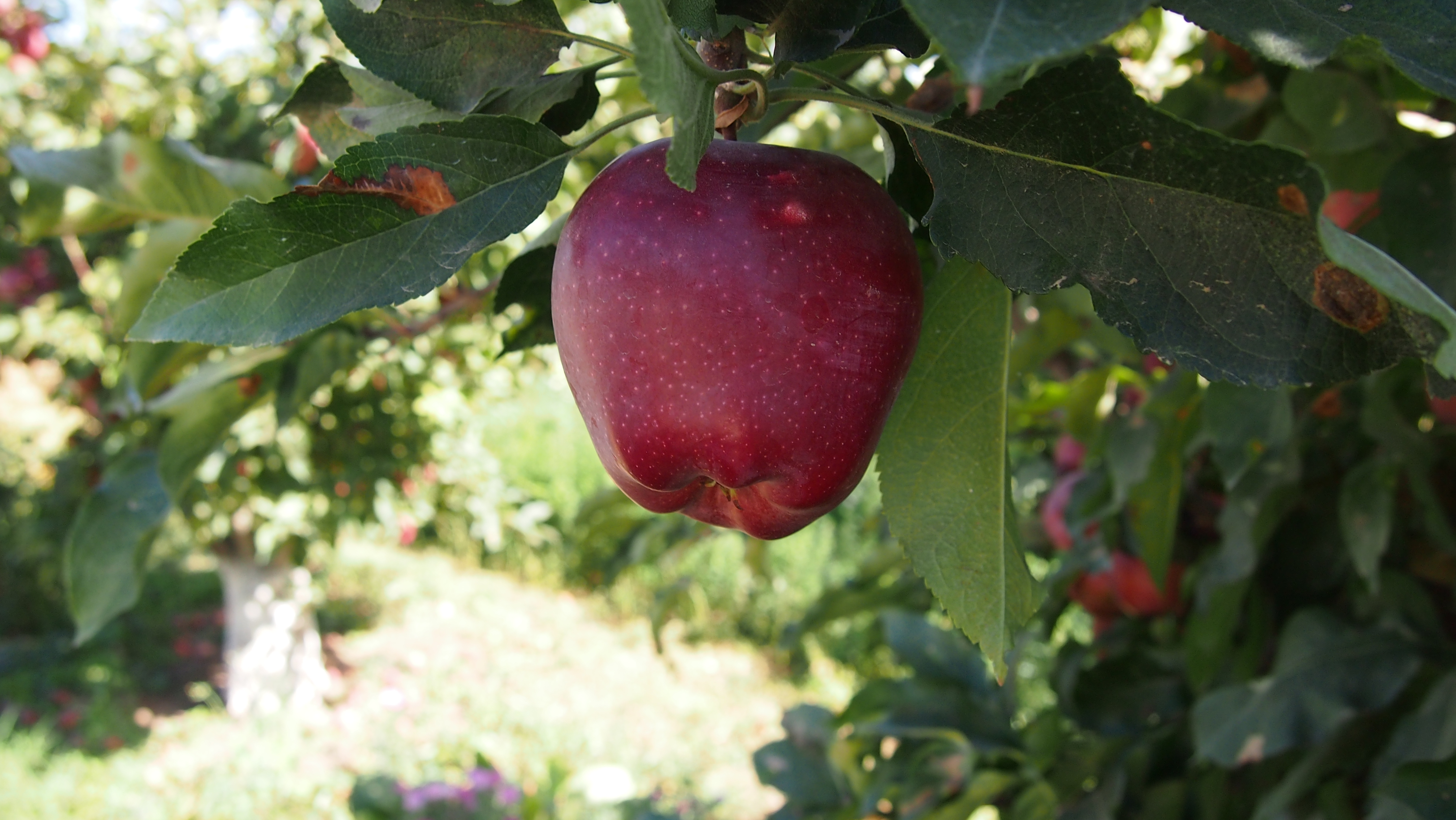
Măr Starkrimson („Bot de iepure”) cultivat în Panciu
Soiul de mere „Ionatan”
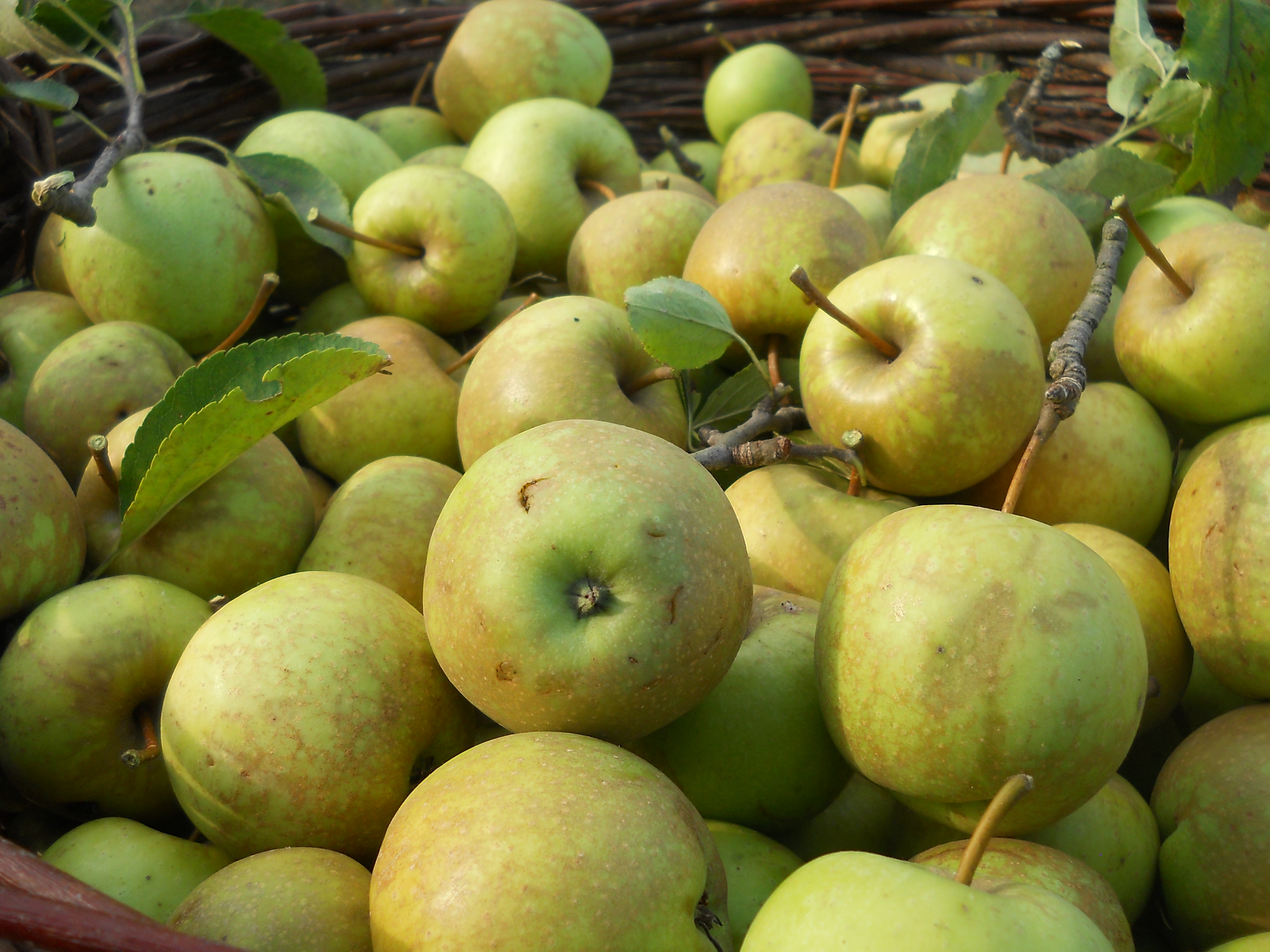
Soiul „Golden delicios”
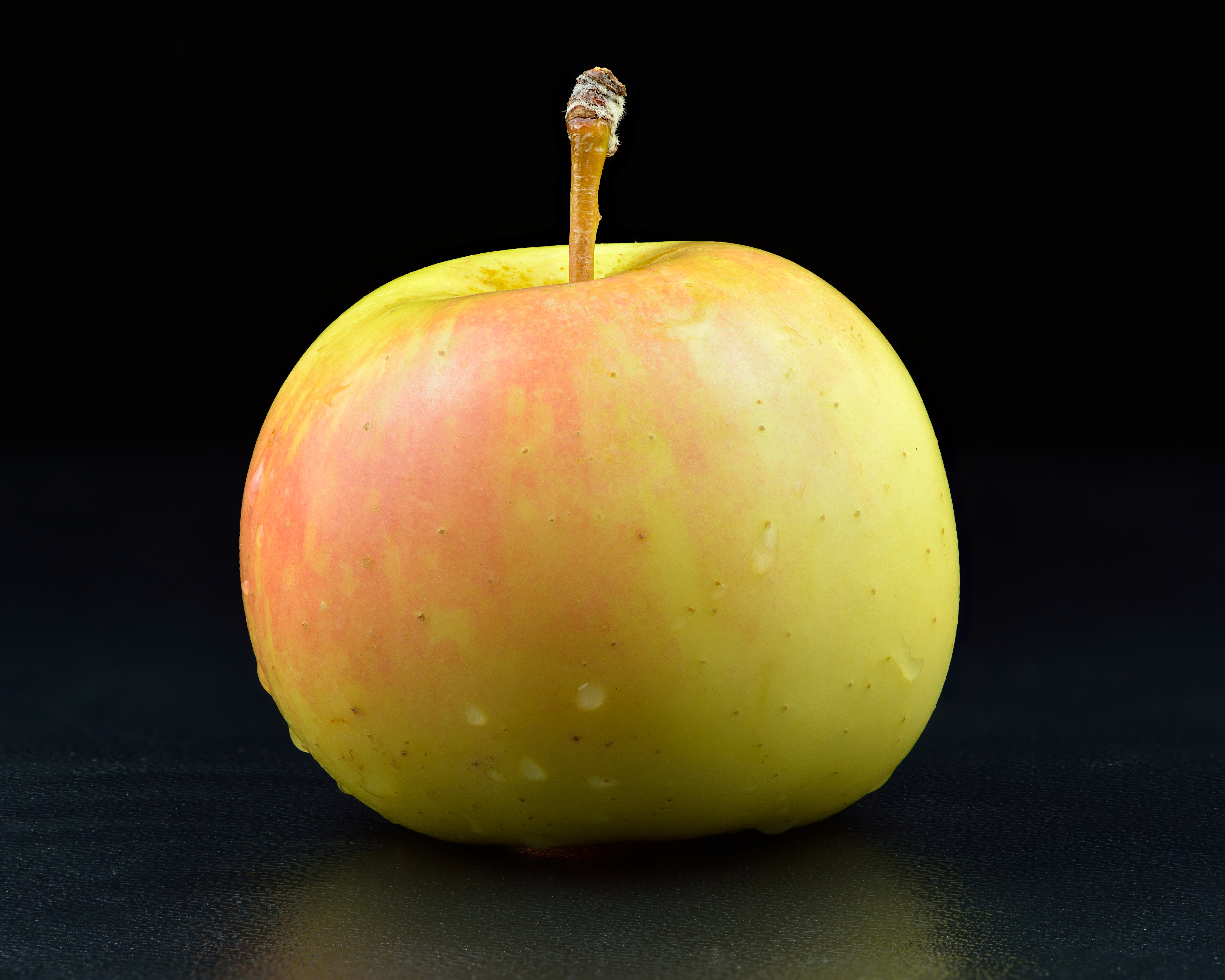
Soiul estonian „Tellissaare”